# Kanton Barcelonnette
Kanton Barcelonnette (fr. Canton de Barcelonnette) je francouzský kanton v departementu Alpes-de-Haute-Provence v regionu Provence-Alpes-Côte d'Azur. Tvoří ho 14 obcí. Před reformou kantonů 2014 ho tvořilo 11 obcí.

## Obce kantonu
současnost
- Barcelonnette
- La Condamine-Châtelard
- Le Lauzet-Ubaye
- Enchastrayes
- Faucon-de-Barcelonnette
- Jausiers
- Méolans-Revel
- Pontis
- Saint-Paul-sur-Ubaye
- Saint-Pons
- Les Thuiles
- Ubaye-Serre-Ponçon
- Uvernet-Fours
- Val d'Oronaye

před rokem 2015:
- Barcelonnette
- La Condamine-Châtelard
- Enchastrayes
- Faucon-de-Barcelonnette
- Jausiers
- Larche
- Meyronnes
- Saint-Paul-sur-Ubaye
- Saint-Pons
- Les Thuiles
- Uvernet-Fours